# شهرستان هسینچو
شهرستان هسینچو (به لاتین: Hsinchu County) یک منطقهٔ مسکونی در تایوان است که در استان تایوان تایپه واقع شده‌است. شهرستان هسینچو ۱٬۴۲۷٫۵۹ کیلومتر مربع مساحت و ۵۶۳٬۱۰۴ نفر جمعیت دارد.

## خواهرخوانده
شهر آئوموری خواهرخواندهٔ شهرستان هسینچو هست.